# Halblech (Fluss)
Der Halblech ist ein mit seinem linken Oberlaufstrang zusammen fast 15 km langer Zufluss des Lechs im Süden des bayerischen Schwaben mit einem Einzugsgebiet von rund 83 km².

## Name
Im Althochdeutschen hatte das Wort halb die Bedeutung 'Seite'. Daher kann man den Namen als 'Seiten-Lech, Lech-Zufluss' deuten.

## Geographie

### Oberläufe
Sein linker Oberlaufstrang entspringt auf einer Höhe von 1470 bis allenfalls 1540 m ü. NHN am Nordwesthang des Feigenkopfs (1866 m ü. NHN) in den Ammergauer Alpen. Nachdem er auf dem obersten Lauf nach Westnordwesten zwischen den nördlichsten Felsbergen des Gebirges gezogen ist, wendet er sich um den letzten Baumgartenkopf auf Nordnordwestlauf zwischen Matten und Bergwald und heißt nun erst Baumgartengraben und zuletzt Lainbach. Er endet auf etwa 936 m ü. NHN nordöstlich des Reiselsbergshütte in der Sperbersau.
Dort läuft er mit dem aus dem Nordosten kommenden Röthenbach zusammen, der auf etwa 1550 m ü. NHN unweit der Bleickhütte am Westhang des Nebengipfels Niederbleick der Hohen Bleick (1638 m ü. NHN) entspringt, erst ein Stück weit westlich, dann lange südwestlich und zuletzt südlich fließt. Dieser Oberlauf ist länger als der linke, erreicht fast dessen Teileinzugsgebiet und entspringt auch höher. Gleichwohl zählt der linke Oberlauf zum Hauptstrang des Halblechs.

### Verlauf
Ab dem Zusammenfluss zieht der Halblech in einem schluchtartigen Waldtal zunächst etwa nach Westen auf das Dorf Buching der Gemeinde Halblech zu. Zwischen dem Buchenberg (1142 m ü. NHN) links und dem Mühlschartenkopf (1308 m ü. NHN) verlässt er auf etwa 860 m ü. NHN die Berglandschaft und wendet sich vor Buching nach rechts auf fortan flacheren, zunächst nördlichen Lauf und passiert dabei das namengebende Dort der Gemeinde am rechten Hang. Hinter diesem wendet er sich für seinen noch 3 km langen untersten Lauf nach Nordwesten und fließt schließlich im 746 m ü. NHN hoch angestauten Premer Lechsee dem oberen Lech zu.

### Einzugsgebiet
Das 83,4 km² große Einzugsgebiet des Halblechs liegt bis auf kleine Randanteile im Gebiet der Gemeinde Halblech in den Gemarkungen ihrer Ortsteile Buching, Halblech und Eschenberg. Sein größerer südöstlichen Teil liegt in den Ammergauer Alpen, sein kleinerer nordwestlicher im flacheren und überwiegend offenen Subalpinen Jungmoränenland, wo Weiden- und Wiesenwirtschaft gegenüber dem Feldbau dominiert.

### Zuflüsse
Hierarchisch vom Ursprung zur Mündung. Auswahl.
- Lainbach und Baumgartenbach, linker Oberlaufstrang, 4,5 km und 8,4 km²
- Röthenbach, rechter Oberlauf, 6,1 km und 8,4 km²
- Reiselsbergbach, von links zwischen Reiselsberghütte und Bärengrabenbrücke, 8,7 km (mit Lobentalbach-Oberlauf) und 27,5 km²; Zusammenfluss der Quellbäche erst kurz unterhalb des Stausees bei der Reiselsberghütte
  - Lobentalbach, rechter Oberlauf, 8,0 km und 22,6 km²; durchfließt den Stausee
  - Tiefenbach, linker Oberlauf, 6,1 km und 4,4 km²
- Trauchgauer Ach, im Oberlauf Ach, von rechts am Klärwerk zwischen Halblech und der Mündung, 13,7 km und 27,5 km²
  - Lähnbach, von links nahe der Gemeindedreieck Wildsteig/Steingaden/Halblech, 3,9 km und 2,1 km²
  - Gfällgraben, nach dem Kuhmoos, 2,5 km und 1,0 km²
- → Abgang des Premer Mühlbachs, kurz vor der Mündung, nach rechts, 4,3 km und 3,2 km²; mündet erst an der Scherblmühle von Prem in den Lech
- Noch in der Mündungsbucht des Halblechs im Premer Lechsee fließt diesem wenige Meter unterhalb des Halblechs der Eschenbach zu, bei dessen Niedrigstand noch dem Halblech selbst von rechts, 6,3 km und 5,9 km²

## Abfluss
Der Abfluss des Halblechs schwankt zwischen 1 m³/s bei Niedrigwasser, wenn sein kiesiges Flussbett völlig austrocknen kann, bis zu 200 m³/s bei Hochwasser. Diese starke Schwankung ist Folge sehr wechselhafter alpinen Niederschläge.